# Pulaski (eina)
La Pulaski és una eina de mà especialment utilitzada per als incendis forestals. És una combinació d'una destral i un aixada en el mateix cap, que permet tallar, decapar i retirar combustibles. L'ús normal de l'eina és per construir tallafocs, tallant arbres amb el costat de la destral, tallant arrels i arbustos amb l'extrem de la fulla de l'aixada i cavant barreres amb la part ampla de l'aixada.
Es creu que va ser inventada per Ed Pulaski, un guardabosc dels servei forestal dels EUA, després del 'Gran incendi de 1910' a Idaho, on es va convertir en un heroi en salvar la vida dels seus companys, atrapats per les flames, refugiant-se en una mina durant hores. Les primeres eines Pulaski dels bombers forestals, cap al 1920, portaven les inicials d'Ed Pulaski gravades al metall.
Els romans ja usaven una eina semblant, la 'dolabra'. A Catalunya l'equivalent és el 'magall', utilitzat per a feines del camp, o la 'piqueta', usada en feines de paleta.

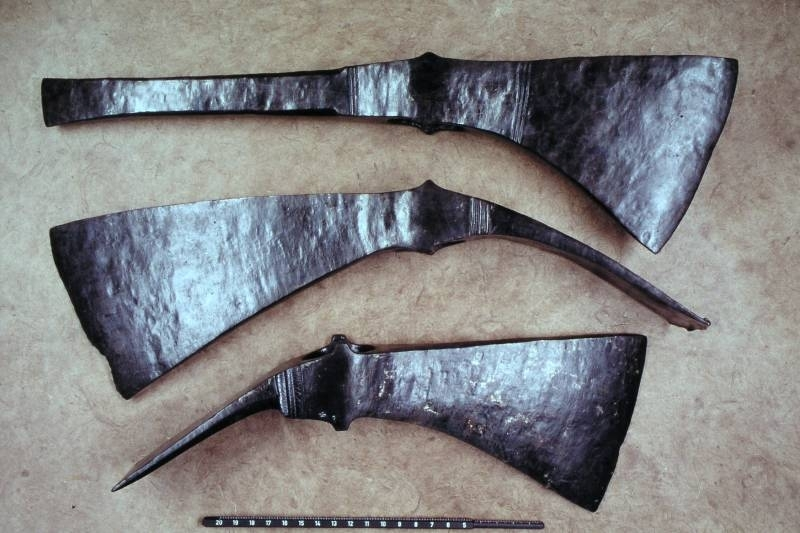
'Dolabra' dels romans
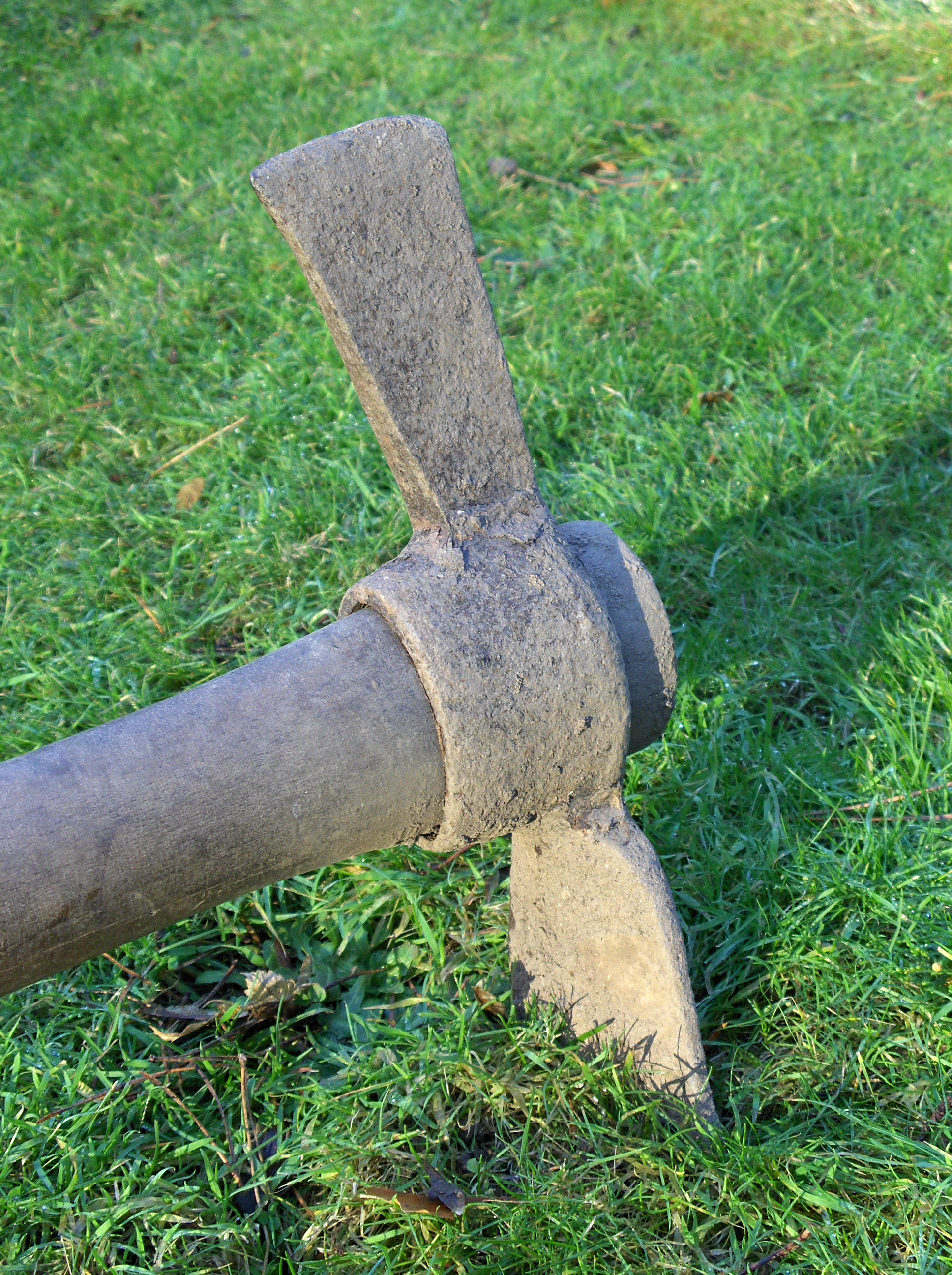
Magall
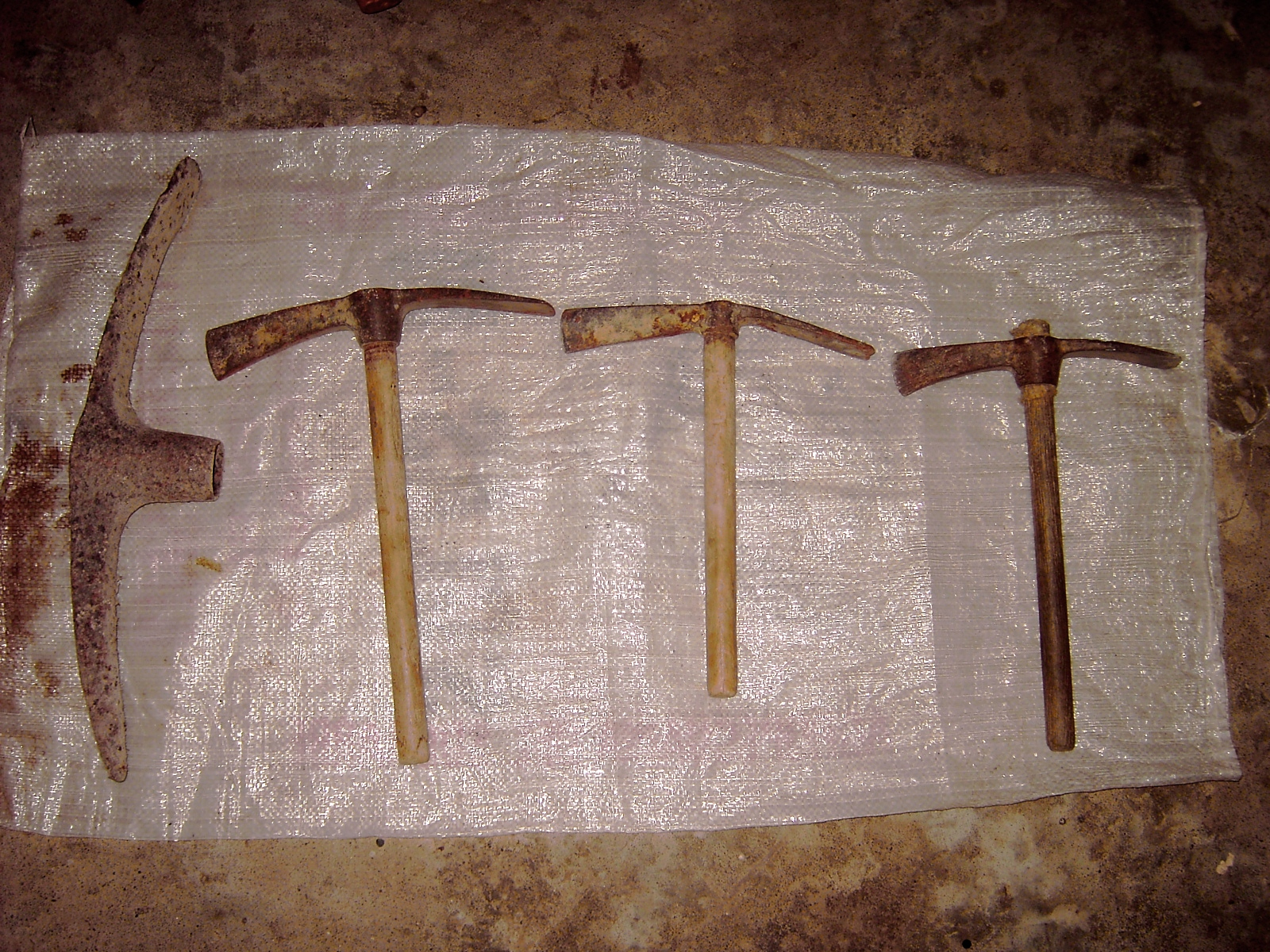
Piquetes